# Манзини (покрајина)
Манзини (енгл. Manzini) је покрајина Есватинија. Главни град је Манзини. Има површину од 4,093.59 km2 и популацију од 355.945 становника према попису из 2017. године. 

## Положај
Налази се на западу државе. На северу се граничи са покрајином Хохо, на истоку са покрајином Лубомбо, на западу са ЈАР-ом, а на југу са покрајином Шиселвени. 

## Административна подела
Покрајина Манзини је подељена на 16 инкхундли, од којих свака бира свог представника у Скупштини. Инкхундле су подељене на умпхакатсије:
- Екукханиени
- Мхламбаниатси
- Квалусени
- Ламгабхи
- Лобамба-Ломдзала
- Лудзелудзе
- Мафутсени
- Махлангаџа
- Мангконго
- Северни Манзини
- Инингизиму-Манзини
- Мкхивени
- Мтфонгванени
- Нгвемписи
- Нхламбени
- Нтондози